# Esclarmonde di Foix
Esclarmonde di Foix, o Esclarmonda o anche Esclaramunda (1260 circa – dopo il 2 febbraio 1299 e prima del 1316), è stata una nobile francese che fu regina consorte di Maiorca.
Era figlia del conte di Foix, Ruggero IV e di Brunisenda di Cardona, figlia del visconte di Cardona, Raimondo Folco IV, e di Agnès de Tarroja.

## Biografia
Secondo il cronista Ramon Muntaner Esclarmonde (la figlia del conte de Foix) alla data del suo matrimonio con Giacomo di Aragona (l'infant Jacme) aveva circa 14 anni.
Nel 1275 (oppure 1272), il 12 ottobre, Esclarmonde venne data in sposa a Giacomo di Aragona, figlio del re d'Aragona, di Valencia e Maiorca e conte di Barcellona, Gerona, Osona, Besalú, Cerdanya e di Rossiglione, signore di Montpellier e Carladès, Giacomo I il Conquistatore, e di Violante, figlia del re di Ungheria, Andrea II e della principessa di Costantinopoli, Iolanda di Courtenay.. Il contratto di matrimonio era stato firmato il 1º settembre 1275.
Nel 1276, quando suo suocero morì, suo marito Giacomo ereditò il Regno di Maiorca (assumendo il nome di Giacomo II), che comprendeva anche le isole Pitiuse, Ibiza e Formentera e i territori occitani rimasti a Giacomo I, le contee di Cerdanya e di Rossiglione la signoria di Montpellier.
Giacomo, volendo rendersi indipendente dal regno d'Aragona, rifiutò di rendere omaggio al fratello il re di Aragona, Pietro III. Egli riuscì a mantenere la sua indipendenza sino al 20 gennaio 1279 quando, con il trattato di Perpignano, si dovette riconoscere vassallo del fratello.
Dal 1291, ha vissuto come terziaria dell'Ordine di Santa Maria della Mercede, che ancora oggi la venera come beata
Non si hanno precise notizie sulla morte di Esclarmonde, ma risulta un suo testamento (Sclarmunda…regina Majoricæ), datato 24 marzo 1312, in cui assicurò un lascito ai figli Sancho (Dominum Sancium Regem Majoricæ filium nostrum) e Ferdinando (Infanti Ferrando…nostro…filio).

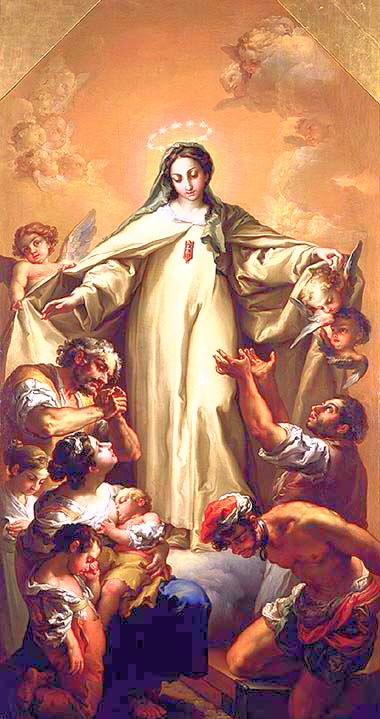
Madonna della Mercede.

## Discendenza[4][6][7]
Esclarmonda a Giacomo diede sei figli:
- Giacomo di Maiorca (1274 – 1330), che rinunciò alla corona nel 1299 e si fece monaco francescano. Era stato fidanzato con Caterina di Courtenay (1274-1307), imperatrice titolare di Costantinopoli, che poi nel 1302 sposò Carlo di Valois.
- Sancho (1276 – 1324), re di Maiorca.
- Ferdinando (1278 – 1316), il cui figlio Giacomo III succedette a suo zio Sancho.
- Isabella (1280 – 1301), che sposò il politico e scrittore Giovanni Emanuele di Castiglia, nipote del re di Castiglia e León Ferdinando III e cugino del re di Castiglia e León Alfonso X.
- Sancha (1282 – 1345), che sposò nel 1304 Roberto d'Angiò
- Filippo di Maiorca (1288 – circa 1342), canonico a Elna, arcidiacono a Conflent, abate a Narbona e tra il 1324 ed il 1329 reggente del regno di Maiorca.

## Ascendenza
|                              |                        |                               | Genitori |  |  | Nonni |  |  | Bisnonni                 |  |  | Trisnonni                  |  |
|                              |                        |                               |          |  |  |       |  |  | Raimondo Ruggero di Foix |  |  | Ruggero Bernardo I di Foix |  |
|                              |                        |                               |          |  |  |       |  |  | Raimondo Ruggero di Foix |  |  | Ruggero Bernardo I di Foix |  |
|                              |                        | Cecilia Trencavel             |          |  |  |       |  |  | Raimondo Ruggero di Foix |  |  |                            |  |
| Ruggero Bernardo II di Foix  |                        |                               |          |  |  |       |  |  | Raimondo Ruggero di Foix |  |  |                            |  |
|                              |                        | Filippa di Moncada            | …        |  |  |       |  |  |                          |  |  |                            |  |
|                              |                        | Filippa di Moncada            | …        |  |  |       |  |  |                          |  |  |                            |  |
|                              |                        | Filippa di Moncada            | …        |  |  |       |  |  |                          |  |  |                            |  |
| Ruggero IV di Foix           |                        | Filippa di Moncada            |          |  |  |       |  |  |                          |  |  |                            |  |
|                              |                        | Arnaldo di Castelbon          | …        |  |  |       |  |  |                          |  |  |                            |  |
|                              |                        | Arnaldo di Castelbon          | …        |  |  |       |  |  |                          |  |  |                            |  |
|                              |                        | Arnaldo di Castelbon          | …        |  |  |       |  |  |                          |  |  |                            |  |
| Ermesinda di Castelbon       |                        | Arnaldo di Castelbon          |          |  |  |       |  |  |                          |  |  |                            |  |
|                              |                        | Arnalda di Caboet             | …        |  |  |       |  |  |                          |  |  |                            |  |
|                              |                        | Arnalda di Caboet             | …        |  |  |       |  |  |                          |  |  |                            |  |
|                              |                        | Arnalda di Caboet             | …        |  |  |       |  |  |                          |  |  |                            |  |
| Esclarmonde di Foix          |                        | Arnalda di Caboet             |          |  |  |       |  |  |                          |  |  |                            |  |
|                              | Guglielmo I de Cardona | Raimondo Folch III de Cardona |          |  |  |       |  |  |                          |  |  |                            |  |
|                              | Guglielmo I de Cardona | Raimondo Folch III de Cardona |          |  |  |       |  |  |                          |  |  |                            |  |
|                              | Guglielmo I de Cardona | Isabella Sibilla di Urgell    |          |  |  |       |  |  |                          |  |  |                            |  |
| Raimondo Folch IV de Cardona | Guglielmo I de Cardona |                               |          |  |  |       |  |  |                          |  |  |                            |  |
|                              |                        | Geralda                       | …        |  |  |       |  |  |                          |  |  |                            |  |
|                              |                        | Geralda                       | …        |  |  |       |  |  |                          |  |  |                            |  |
|                              |                        | Geralda                       | …        |  |  |       |  |  |                          |  |  |                            |  |
| Brunisenda di Cardona        |                        | Geralda                       |          |  |  |       |  |  |                          |  |  |                            |  |
|                              |                        | …                             | …        |  |  |       |  |  |                          |  |  |                            |  |
|                              |                        | …                             | …        |  |  |       |  |  |                          |  |  |                            |  |
|                              |                        | …                             | …        |  |  |       |  |  |                          |  |  |                            |  |
| Agnese di Tarroja            |                        | …                             |          |  |  |       |  |  |                          |  |  |                            |  |
|                              |                        | …                             | …        |  |  |       |  |  |                          |  |  |                            |  |
|                              |                        | …                             | …        |  |  |       |  |  |                          |  |  |                            |  |
|                              |                        | …                             | …        |  |  |       |  |  |                          |  |  |                            |  |
|                              |                        | …                             |          |  |  |       |  |  |                          |  |  |                            |  |